# Blade Runner (videojuego de 1985)
Blade Runner es un videojuego vagamente inspirado en la película de 1982 Blade Runner, pero en realidad se basa en la banda sonora de la película de Vangelis ya que los editores no pudieron obtener una licencia para la grabación cinematográfica. El juego fue desarrollado por Andy Stodart y Ian Foster, y publicado en 1985 por CRL Group PLC para Commodore 64, ZX Spectrum y Amstrad CPC. Las reseñas del juego eran de máxima puntuación en la mayoría de casos.

## Descripción
Basado en la película del mismo nombre. La fuerza policial te ha asignado la tarea de rastrear y eliminar cualquier replidroide que haya aterrizado en la Tierra. Hay seis tipos de replidroids, etiquetados Replidroid 1 a 6. Cuanto mayor sea el número, más inteligente es.